# Shana Vanguarde
Shana Vanguarde est une chanteuse française de musique house. Connue pour ses reprises dance du groupe suédois ABBA, elle est l'interprète de trois chansons qui ont été des succès dans les clubs, notamment le célèbre titre Gimme! Gimme! Gimme! (A Man After Midnight) reprise du groupe ABBA qui s'est classé durant 3 semaines consécutives no 1 des clubs en France.

## Biographie
Dès son enfance, elle a côtoyé le monde musical grâce à la mère de son amie qui était choriste. Puis elle a commencé par animer en chantant pour des soirées de comités d'entreprises. Son premier métier fut maquilleuse artistique pour le spectacle puis prothésiste ongulaire. 

Elle devient chanteuse à partir de 2004, un ami Guillaume la présente à Stéphane et Hedi qui lui parlent de leur projet Vanguarde. Fan du groupe ABBA, Shana est enthousiaste à l'idée de faire un essai sur un de leurs titres. L'essai, Gimme ! Gimme ! Gimme ! en septembre 2004 a été concluant, la première prise fut la bonne.
Viendront ensuite le single Mamma Mia en février 2005, et Dancing Queen en septembre 2005.
Elle aime la musique des années 1980 et chanter sur les hits de Shania Twain, Lara Fabian, Madonna, Tina Arena, et Abba.

## Discographie
- Gimme Gimme Gimme (A man after midnight) 2004
- Mamma Mia 2004
- Dancing Queen 2005
- Body Bump 2005